# Конинское княжество
Конинское княжество — одно из Верховских княжеств, удел Тарусского княжества, существовавшее в XIV—XV веках.

## История княжества
Согласно версии, зафиксированной в «Бархатной книге» и ряде родословных, Конинское княжество было основано одним из сыновей тарусского князя Юрия, Семёном, при разделе отцовских владений между пятью братьями. «Бархатная книга» указывает, что Семён, названный князем Конинским и Тарусским, считается родоначальником Конинских и Спажских князей, добавляя, что по именам князья неизвестны; упоминается только что они «захудали и извелись от войн татарских». Считая Юрия сыном убитого в 1246 году князя Михаила Всеволодовича Черниговского, исследователи XIX века полагали, что Тарусское княжество разделилось на уделы в конце XIII века. Эта версия попала в том числе и в Большую российскую энциклопедию. Однако уже в начале XX века Н. А. Баумгартен поставил сомнение традиционную версию о происхождении верховских князей. Некоторые современные исследователи (Р. А. Беспалов, С. Н. Келембет) также сомневаются в том, что родоначальник указанных князей, Юрий Тарусский, мог быть сыном Михаила, поскольку его сын Константин, князь Оболенский, умер в 1368 году, а внуки Андрей и Дмитрий Всеволодовичи действуют во первой половине XV века. На основании этого правление Юрия относится к первой половине XIV века, а разделение Тарусского княжества на уделы между его сыновьями — к середине XIV века.
Центр владений В. М. Кашкаров локализовал как городище около села Спас-Конино и деревни Колюпаново, располагающиеся на реке Крушма в 14 км от города Алексин. 
Вероятно удел существовал ещё в середине XV века, однако кто из князей Волконских им владел — неизвестно. Позже территория княжества была включена в состав Великого княжества Московского. В московских летописных сводах 1477 и 1479 годов упоминается князь Иван Конинский, который был взят в плен литовцами при реке «Суходрове» в 1445 году. По мнению А. В. Шекова Иван мог служить князю Ивану Андреевичу Можайскому.
В родословной росписи князей Волконских, поданной в 1686 году, Константин, Иван и Фёдор, сыновья князя Фёдора Ивановича Тарусского, погибшего в Куликовской битве в 1380 году, названы Конинскими. Про них сообщается, что они «пришли жить на Волкону и с того времени начали зватися Волконские».
По названию бывшего Конинского княжества был назван Конинский стан в составе Алексинского уезда (существовал до административных реформ начала XVIII века), а также было переименовано село Спас-Конино (в нач. XVIII века известно как Селиваново).

## Князья Конинские
- Семён Юрьевич, князь Конинский и Спажский (?)
  - Дмитрий Семёнович (ум. после 1402), князь Тарусский и Конинский

- Фёдор (ум. 1380), князь Тарусский и Конинский
  - Константин Фёдорович, князь Конинский и Волконский
  - Иван Фёдорович, князь Конинский и Волконский
  - Фёдор Фёдорович (ум. 1437), князь Конинский и Волконский